# 涇惠路
涇惠路是中華人民共和國上海市普陀區的一條道路，南起交通路，北至延長西路與子長路相連。道路全長370米，始建於1954年，得名自陝西省涇惠渠，當時道路僅為洛川路以北至延長西路一段。1986年向南延伸至交通路。